# NGC 4422
NGC 4422 ist eine Linsenförmige Galaxie vom Hubble-Typ S0 im Sternbild Jungfrau auf der Ekliptik. Sie ist schätzungsweise 335 Millionen Lichtjahre von der Milchstraße entfernt und hat einen Durchmesser von etwa 110.000 Lichtjahren. Vom Sonnensystem aus entfernt sich die Galaxie mit einer errechneten Radialgeschwindigkeit von näherungsweise 7.600 Kilometern pro Sekunde.
Das Objekt wurde am 25. April 1784 von Wilhelm Herschel entdeckt.